# 神戶市巴士
神戶市巴士（日语：神戸市バス）是神戶市交通局運營的公營巴士路線。至1970年代，神戶市巴士的名稱都是「神戶市營巴士」，但由於神戶市民習慣稱之為神戶市巴士，因此改為現名。神戶市巴士開始運行於1930年。